# Drozdî, Bila Țerkva
Drozdî (în ucraineană Дрозди) este localitatea de reședință a comunei Drozdî din raionul Bila Țerkva, regiunea Kiev, Ucraina.

## Demografie
Componența lingvistică a localității Drozdî
     Ucraineană (98,39%)
     Rusă (1,41%)
     Alte limbi (0,2%)
Conform recensământului din 2001, majoritatea populației localității Drozdî era vorbitoare de ucraineană (98,39%), existând în minoritate și vorbitori de rusă (1,41%).